# 佩普·瓜迪奥拉
若塞普·哥迪奧拿·薩拉（1971年1月18日—），西班牙加泰羅尼亞前足球運動員、現役最佳足球教練之一。
出身自巴塞羅那足球俱樂部，前巴塞隆拿隊隊長，曾在2008年至2012年期間出任該隊的主教練，執教首季便率隊完成「六冠王」偉業。4季內帶領球隊取得14個冠軍。現時執教英超球隊曼城。
自2013-14赛季起执教德甲球隊拜仁慕尼黑，执教的第一个赛季取得双冠王的佳绩。執教曼城第二季打破英格蘭頂級聯賽最高積分紀錄取得聯賽冠軍；2022-2023赛季，率领曼城队取得英超三连冠，并于同年夺得英超冠军、英格蘭足總盃冠军、欧冠冠军“三冠王”；2023-2024賽季，率領曼城取得英超四連冠，這打破了弗格森率領曼聯取得英超三連冠的最長記錄。
截至2024年5月，哥迪奧拿教練生涯獲得38個獎杯，他分別保持著西甲，德甲和英超的聯賽最長連勝紀錄、英超联赛的赛季最高积分纪录及英格兰顶级联赛的最长连冠纪录。2011年及2023年，他获得了国际足联最佳教练（2011年奖项称为国际足联年度世界最佳教练）。
瓜迪奥拉是唯一一位在执教生涯内完成两次三冠王成就的教练，同时也是唯一一位在两支不同的球队完成三冠王成就的教练。

## 生平

### 球員

#### 巴塞隆拿
瓜迪奧拉早於13歲時已加入巴塞隆拿受訓，於19歲時被當時主教練克魯伊夫賞識，獲提拔上一隊。1990年他獲得第一次上陣聯賽的機會。
瓜迪奧拉的球員生涯大部分在巴塞隆拿隊度過。在克魯伊夫的「夢之隊」時代，他助球隊奪得球隊歷史上首個歐洲冠軍聯賽冠軍，時僅21歲。在克魯伊夫調教下，瓜迪奧拉一直都是巴塞隆拿的正選，司職防守中場。在效力巴塞隆拿的十二年間，曾贏得16項獎盃，但是1994年歐冠，在打入決賽時，卻以0-4惨败于當時正如日中天的意甲班霸AC米蘭，屈居亞軍。
在國際賽場上，他在為西班牙國家隊效力的同時，也代表加泰羅尼亞聯隊出戰一些友誼賽。
在1996年克魯伊夫離開巴塞之時，瓜迪奧拉依舊是不可或缺的主力。其中在該隊的最後4年，他一直擔任隊長。然而正在這段時間頻受傷患困擾，出場次數不穩。在2001年效力球會第十二個年頭後，瓜迪奧拉公開宣佈離開球會尋求新挑戰。

#### 後巴萨時代
離開巴塞隆拿之後，他走到意甲，先後加盟布雷西亞、羅馬。然而在意甲時代瓜迪奧拉的遭遇卻一直不能與巴塞時相比，上陣次數也不多。
不久瓜迪奧拉遠走中東加盟阿赫利；其後又走到墨西哥加盟迪圣拉诺亚。而在後者，瓜迪奧拉亦開始同時兼任領隊。

### 教練

#### 巴萨夢三隊
退役後，瓜迪奧拉擔任巴塞隆拿B隊主教練，帶領巴塞B隊升入西丙。2008年5月8日巴塞隆拿隊主席拿樸達宣佈執教時間僅為1年的他接替里杰卡尔德成為巴塞隆拿隊主教練，同年6月5日他正式簽約。在執教該隊的首個賽季(2008-2009)他便率隊成就「三冠王」偉業：奪取西甲聯賽冠軍、西班牙國王杯冠軍以及歐洲冠軍聯賽冠軍；他也成為歐洲冠軍杯迄今為止歷史上最為年輕的冠軍主教練。在第二個賽季(2009-2010)，他又率隊奪取西班牙超級杯冠軍、歐洲超級杯冠軍以及世俱盃三大錦標，完成世界足壇絕無僅有的「六冠王」偉業。
在第三個賽季(2010-2011)，他又率隊連續第三次奪取西甲聯賽冠軍，同時奪得歐洲冠軍聯賽冠軍、西班牙超級盃冠軍、歐洲超級盃冠軍和世界冠軍球會盃冠軍，完成了「五冠王」偉業。
瓜迪奥拉執教巴塞隆拿4季，帶領球隊取得14個冠軍，締造巴塞夢三隊的神話。4年時間，巴塞隆拿的梅西、哈维、伊涅斯塔晉身為世界頂級球員，三人包辦了2010年金球獎首三位；亨利、大卫·比利亚紛紛在加盟後圓了一生的冠軍夢想。
在2011–12賽季，巴塞隆拿在一周內分別在聯賽負於皇家馬德里及在欧冠被切尔西淘汰後，瓜迪奥拉在2012年4月27日宣布在賽季結束後離任。根據媒體與瓜迪奥拉雙親和其經紀人的訪問，後者指出是因為瓜迪奥拉的身體狀況日下，才迫使瓜迪奥拉選擇不再繼續執教。
哥迪奧拿在2011–12賽季結束後離開巴塞隆拿主教練的職位，哥迪奥拿曾表示，將會休息至少一年才會再執教。

#### 拜仁慕尼黑
2013年1月16日，拜仁慕尼黑宣佈瓜迪奥拉將會在2013/14球季執教球隊。簽約3年。年薪世界第二，1600萬歐元。瓜迪奧拉將巴塞隆拿的控球戰術融入拜仁。在執教首年，拜仁破紀錄在聯賽結束前七輪成功衛冕德甲冠軍。但在歐洲賽場上卻受到考驗，拜仁在歐洲聯賽冠軍盃四強再遇2011/12年度四強對手皇家馬德里，首回合，拜仁作客伯纳乌球场以1-0落敗，次回合於主場迎戰皇馬，不但未能成功翻盤，更以0-4慘負皇馬，創下瓜迪奧拉執教以來最大失利，兩回拿計以0-5恥辱性比分遭淘汰。賽後瓜迪奧拉的打法受到德國傳媒狠批，其主將控球打法完敗於皇馬的快速反擊戰術。2014/2015賽季，拜仁慕尼黑在瓜迪奧拉的執教下再度踢進歐冠四強賽，但不幸仍被該賽季的冠軍巴塞隆納淘汰，無緣歐冠。2015-2016赛季，拜仁慕尼黑再次止步于欧冠四强，连续第三年被西甲球队淘汰出局（马德里竞技），瓜迪奥拉以当季国内双冠王，联赛三连冠，三季共6座冠军奖杯的成绩离开了球队，由安切洛蒂接任主帅。

#### 曼城
2016年2月1日，曼城官方宣佈瓜迪奧拉將於2016-17球季成為球队新的領隊，簽約三年。
2016-17赛季，瓜迪奥拉率领曼城豪取开局六连胜，但随后球队状态出现起伏，至赛季末期只能为欧冠资格而战，最终曼城全赛季取得23胜9平6负积78分的成绩位列联赛第三，取得晋级下赛季欧冠正赛的资格；在联赛杯中，曼城在联赛杯第四轮以0-1不敌打吡对手曼联遭到淘汰；在欧冠联赛十六強中，曼城對摩納哥第一回合主場5-3，第二回合客場3-1，合計6-6，因客场进球少遭到淘汰；在足总杯半决赛中，曼城加时赛1-2不敌阿仙奴无缘决赛。曼城在本赛季未获得任何一座冠军，这也是瓜迪奥拉执教生涯首次遭遇无冠赛季。
不過在2017-18賽季，瓜迪奧拉打破了曼城低迷的局面。在英超賽事上曼城以32勝4平2負，積分100分的成績坐擁英格蘭頂級聯賽榜首，並成為英超歷史上第一支球隊達到100分積分的球队，赛季中曼城的18连胜也创造了英格兰顶级联赛的纪录。但是歐冠賽事上卻在八強賽事上被利物浦分別以客場3-0和主場1-2雙殺淘汰，無緣歐洲冠軍。赛季结束后，曼城宣布与瓜迪奥拉续约至2021年6月。
在2018-2019賽季，瓜迪奧拉再次帶領曼城在英超取得98分，以1分壓過次名的利物浦奪得英超冠軍，成為最近十年連續兩次奪冠的球隊。瓜迪奧拉亦帶領曼城奪得該季的社區盾、聯賽盃及足總盃冠軍，成為首支英格蘭的「本土三冠王」球隊。不過在歐冠方面，曼城未能更進一步。他們在8強遭逢托特纳姆熱刺，第一回合作客負熱刺1-0，第二回合主場4-3擊敗熱刺，因作客入球不及對手而止步八強。
2019-20赛季，曼城状态不佳，尽管在赛季开始前的社区盾中击败利物浦夺冠，但在联赛中他们落后对手多达18分，国内赛场仅有连续第三次获得联赛杯冠军。在欧冠联赛中，曼城1-3负于里昂，连续三年止步八强。
2020-21赛季，瓜迪奥拉率领曼城完成联赛杯四连冠，并在开局一度跌至后十名的情况下夺得英超联赛冠军。在欧冠赛场，他率队历史首次进入欧冠决赛，最终0-1不敌切尔西屈居亚军。季中，曼城宣布瓜迪奥拉与球队续约至2023年6月。
2021-22赛季，瓜迪奥拉再度率领曼城以1分差力壓利物浦衛冕英超冠军，但歐冠四強對皇家馬德里首回合主場4-3拿下，次回合客場在先進球的大優下，被對手補時階段連扳2球，接著延長賽又被踢入致勝12碼，最後以3-1落敗，總計5-6無緣決賽。
2022-23赛季，瓜迪奥拉率领曼城在联赛积分落后阿森纳248天的情况下，最终逆转并提前三轮卫冕，豪取英超三连冠。在欧冠方面，曼城再次挺进决赛，并以1-0击败国际米兰，帮助球队夺得队史第一座欧冠冠军。最终在同年夺得英超冠军、英格兰足总杯、欧冠冠军“三冠王”。季中，曼城宣布与瓜迪奥拉续约至2025年6月。
2023-24赛季，在阵容发生了较大变动的情况下，瓜迪奥拉率领曼城在英超联赛后半程发力，取得了连续22轮不败、收官9连胜的战绩，最终力压阿森纳2分实现了前无古人的英格兰顶级联赛四连冠。欧冠八强战中，曼城点球大战惜败皇家马德里，无缘连续四个赛季进军欧冠四强。此外，在2023-24年英格兰足总杯决赛中，曼城爆冷负于同城对手曼联，瓜迪奥拉也无缘连续两赛季包揽英超联赛与英格兰足总杯的前无古人的成就。
2024年11月10日凌晨，英超第11轮，曼城客场1比2不敌布莱顿。这是瓜迪奥拉执教生涯首次遭遇各项赛事4连败。英超第12轮，曼城主场0-4不敵托特纳姆热刺，瓜迪奧拉個人執教連敗的紀錄增加至五連敗。2025年2月19日，曼城在欧洲冠军联赛淘汰赛附加赛中两回合3-6不敌皇家马德里无缘晋级淘汰赛，这是瓜迪奥拉教练生涯以来第一次在欧冠小组出局。2025年5月17日，曼城在英格兰足总杯决赛中以0-1爆冷不敌水晶宫，瓜迪奥拉的球队连续两年在足总杯决赛屈居亚军。

## 風格与对足球的影响
瓜迪奥拉早年的战术被称为"Tiki-Taka"，非常癡迷傳控，不斷的跌撞式短傳配合是瓜迪奧拉执教巴塞罗那与拜仁慕尼黑期间的戰術精髓，不大量依賴長傳。為了彌補防守缺失，要求中場與鋒線球員在失球後的幾秒內實行高位搶逼以減少後防負擔與風險。此打法對球員足球智商、個人技術能力要求非常高，連後衛跟門將都要有不錯的閱讀球賽以及傳球能力。但在2016年加入曼彻斯特城之后，受英超联赛注重对抗与逼抢的整体风格影响，在注重进攻和控制比赛的基础上，瓜迪奥拉的球队长传球的比例与防守的效率均有所提高。在2022-23赛季，瓜迪奥拉最终取得了"三冠王"，其中有不少比赛都祭出了四名中后卫的非常规防守阵型。
总体而言，以瓜迪奥拉为代表的一派教练又一次改变了足球运动的惯有战术。以2020年代的英超联赛为代表，一方面各队学习瓜迪奥拉的战术，后场控球水平、前场逼抢水平都有显著提高；而另一方面各队也吸纳了何塞·穆里尼奥与尤尔根·克洛普等教练应对瓜迪奥拉的球队的方法，或将除中锋外的十人都放在己方禁区内或附近密集防守，抑或将防守反击的节奏与边中结合的水平持续拉高，以求能够战胜瓜迪奥拉的曼彻斯特城。
在他手下诞生出了相当多足坛巨星，许多球员在他的执教下取得了耀眼的成就与肯定，或在转变风格之后取得了长足进步，如阿根廷二代球王梅西、哈维、菲利普·拉姆、萊万多夫斯基、沙比·阿朗素、基米希、費南迪諾、大衛·席爾瓦、凱文·德布勞內、菲尔·福登、罗德里等。绝大多数球员都对他尊敬有加，但部分個性直率或得不到瓜迪奥拉重用的球員，如伊布拉西莫維奇、里貝里、乔·哈特、丹特、艾托奧、若奥·坎塞洛等球星皆曾在媒體前明轟或暗貶瓜迪奧拉与他们的关系。
另外，尽管瓜迪奥拉目前教练生涯尚未结束，但已经有许多被他执教过的球员走上了教练岗位，并取得了不俗成就：哈维带领巴塞罗那获得了2022年至2023年西班牙足球甲级联赛冠军；文森特·孔帕尼执教伯恩利取得了2022年至2023年英格兰足球冠军联赛冠军，并重返英超；哈维·阿隆索执掌勒沃库森获得了建队120年历史上的第一座德甲联赛冠军。

## 与其它主教练的关系
球員時代的哥迪奧拿和當時在巴塞隆拿擔任翻譯的摩連奴是非常要好的朋友，但是多年後兩人為了爭奪里杰卡尔德遺下的巴薩帥位反目成仇，更先後擔任德比豪門球隊的教頭相互鬥法，極端強調進攻的瓜迪奧拉對上極端強調防守的穆里尼奧這最強矛盾對決總能括起球迷與媒體的熱絡討論，瑜亮情結十分鮮明。哥迪奧拿的命運也與穆里尼奧不同。雖然執教生涯有高低，有時還會跟球員不和，但從來沒有因此而下台，反之，穆里尼奧曾多次因此而下台。
但是，自瓜迪奥拉于2013年转投拜仁慕尼黑之后，时任多特蒙德主教练的德国人尤尔根·克洛普就成为了他的最大对手，也是击败瓜迪奥拉次数最多的主教练。两人在德国赛场自2013年至2015年对阵过8次，其中瓜迪奥拉取得了4场胜利（含加时赛，不含点球），克洛普取胜三次，另有一场打平（该场德国杯半决赛最终由多特蒙德点球胜出）。2015年10月，克洛普转投利物浦，而瓜迪奥拉于2016年7月正式加盟曼彻斯特城，二人在英格兰赛场又有数十次相遇。至2024年克洛普卸任利物浦主教练一职为止，二人的球队共交手30次，其中瓜迪奥拉胜出10次（含加时赛，不含点球大战），克洛普胜出11次（不含点球大战），战平9次（二人的球队各赢得过一次点球大战）。另外，自2018年至2024年，每赛季的英超最佳球员、最佳年轻球员、最佳教练等奖项都会在二人的球队中产生。

## 轶事
瓜迪奥拉的名和姓，Josep与Guardiola，都分别与目前效力曼城，且正好是自己的球员的约什科·格瓦迪奥尔（Joško Gvardiol）的名和姓在语言学上系出同源。

## 榮譽

### 球員生涯
巴塞羅那
- 西甲：1990/91年度、1991/92年度、1992/93年度、1993/94年度、1997/98年度、1998/99年度
- 西班牙國王盃：1989/90年度、1996/97年度[14]、1997/98年度
- 西班牙超級盃：1991年、1992年、1994年、1996年
- 歐冠：1991/92年度
- 歐洲盃賽冠軍盃：1996/97年度
- 歐洲超級盃：1992年、1997年

 西班牙
- 奧運金牌：1992年[15]

### 教練生涯
巴塞羅那
- 西甲：2008/09年度、2009/10年度、2010/11年度
- 西班牙國王盃：2008/09年度、2011/12年度
- 西班牙超級盃：2009年、2010年、2011年
- 歐洲冠軍聯賽：2008/09年度、2010/11年度
- 歐洲超級盃：2009年、2011年
- 世俱杯：2009年、2011年

 拜仁慕尼黑
- 德甲：2013/14年度、2014/15年度、2015/16年度[16]
- 德國盃：2013/14年度[17]、2015/16年度
- 欧洲超级杯：2013年
- 世俱杯：2013年

 曼城
- 英超：2017/18年度、2018/19年度、2020/21年度、2021/22年度、2022/23年度[18]、2023/24年度
- 英格蘭足總杯：2018/19年度、2022/23年
- 英格蘭聯賽杯：2017/18年度、2018/19年度、2019/20年度、2020/21年度
- 英格蘭社區盾：2018年、2019年、2024年
- 歐洲冠軍聯賽：2022/23年度
- 歐洲超級盃：2023年[19]
- 世界冠軍球會盃冠軍：2023年[20]

### 個人榮譽
- 《11人雜誌》金球獎年度最佳教練：2009年、2011年、2012年
- 《世界足球》年度最佳教練：2009年、2011年、2023年
- 英格蘭足球聯賽領隊協會年度最佳領隊：2017/18年度、2020/21年度、2022/23年度
- 英格兰足球超级联赛赛季最佳主教练：2017-18赛季、2018-19赛季、2020-21赛季、2022-23赛季、2023-24赛季

## 個人生活
瓜迪奧拉積極支持加泰隆尼亞獨立運動。2015年，他成為独立派政黨联盟一起說是在2015年加泰隆尼亞議會選舉的象征性议员候選人（在一起說是的议员候选人提名名单上排列末位）。
2020年4月6日，瓜迪奥拉母亲因感染2019年冠狀病毒病在巴塞罗那去世，享年82岁。

## 外部連結
- Soccerway資料庫：佩普·瓜迪奥拉

| 奖项与成就               | 奖项与成就                       | 奖项与成就                |
| ------------------------ | -------------------------------- | ------------------------- |
| 前任者： 亞歷斯·費格遜   | 歐洲聯賽冠軍盃冠軍領隊 2008–2009 | 繼任者： 荷西·摩連奴      |
| 前任者： 荷西·摩連奴     | 歐洲聯賽冠軍盃冠軍領隊 2010–2011 | 繼任者：                  |
| 前任： 荷西·摩連奴       | 國際足協金球獎 最佳教練 2011     | 繼任： 比森特·德尔·博斯克 |
| 體育角色                 |                                  |                           |
| 前任： 格奥尔吉·波佩斯库 | 巴塞隆拿隊長 1997–2001           | 繼任： 塞尔吉·巴尔胡安    |
| 前任： 弗兰克·里杰卡尔德 | 巴塞隆拿領隊 2008–2012           | 繼任： 蒂托·比拉诺瓦      |